# ژیلا شاهی
ژیلا شاهی (زادهٔ ۲۱ اسفند ۱۳۶۴) بازیگر ایرانی است. از فیلم‌هایی که او در آن‌ها نقش‌آفرینی کرده می‌توان به زغال و شیطان وجود ندارد اشاره کرد. او برای بازی در فیلم قصر شیرین نامزد سیمرغ بلورین بهترین بازیگر نقش مکمل زن از سی و هفتمین جشنوارهٔ فیلم فجر و بهترین بازیگر نقش اول زن از سیزدهمین جشن منتقدان و نویسندگان سینمایی ایران شد.

## زندگی
ژیلا شاهی از سال ۱۳۸۰ بازیگری را در کانون پرورش فکری کودکان و نوجوانان در اردبیل آغاز کرد. او همچنین در سال ۱۳۸۸ دوره کلاس‌های آموزشی حمید سمندریان را گذراند و برای شرکت در کلاس‌های سمندریان، از اردبیل به تهران رفت. وی در سال ۱۳۹۰ اولین فیلم سینمایی خود به نویسندگی رهبر قنبری را بازی کرد.

## فیلم‌شناسی

### فیلم‌ها

#### فیلم سینمایی
| عنوان             | سال انتشار | کارگردان       |
| روئیدن در باد     | ۱۳۹۰       | رهبر قنبری     |
| دلتنگی‌های عاشقانه | ۱۳۹۱       | رضا اعظمیان    |
| خاکستر و برف      | ۱۳۹۱       | روح‌الله سهرابی |
| فصل فراموشی فریبا | ۱۳۹۲       | عباس رافعی     |
| پرسه در حوالی من  | ۱۳۹۵       | غزاله سلطانی   |
| لرد               | ۱۳۹۵       | محمد رسول‌اف    |
| روزهای نارنجی     | ۱۳۹۶       | آرش لاهوتی     |
| قصر شیرین         | ۱۳۹۷       | رضا میرکریمی   |
| زغال              | ۱۳۹۸       | اسماعیل منصف   |
| شیطان وجود ندارد  | ۱۳۹۸       | محمد رسول‌اف    |
| موقعیت مهدی       | ۱۴۰۰       | هادی حجازی فر  |
| ----------------- | ---------- | -------------- |

#### فیلم کوتاه
| عنوان                  | سال  | کارگردان       | منبع  |
| ---------------------- | ---- | -------------- | ----- |
| اویان                  | ۱۳۸۹ | اسماعیل منصف   | [ ۴ ] |
| بچه مرز                | ۱۳۹۰ | رضا جمالی      |       |
| کات                    | ۱۳۹۴ | رضا جمالی      | [ ۵ ] |
| باغ بی‌برگی             | ۱۳۹۴ | غزاله سلطانی   | [ ۶ ] |
| نارگل                  | ۱۳۹۵ | زهره معتمدی    | [ ۷ ] |
| رودی از فصل‌های من گذشت | ۱۳۹۵ | آبتین سلیمی    |       |
| آرداک                  | ۱۳۹۵ | اسماعیل منصف   | [ ۸ ] |
| جایی برای آرامش        | ۱۳۹۶ | جمیل عامل‌صادقی | [ ۹ ] |

### تلویزیون
| سال تولید | نام مجموعه    | کارگردان       | نقش       | پخش از     |
| --------- | ------------- | -------------- | --------- | ---------- |
| ۱۳۹۲–۱۳۹۱ | ققنوس         | علی حسن‌زاده    | سحر       | شبکه سبلان |
| ۱۳۹۳      | همه‌چیز آنجاست | شهرام شاه‌حسینی |           | شبکه ۳     |
| ۱۳۹۶–۱۳۸۷ | سرزمین مادری  | کمال تبریزی    | سهیلا     | شبکه ۳     |
| ۱۴۰۲      | عاشورا        | هادی حجازی‌فر   | صفیه مدرس | شبکه ۱     |

### نمایش خانگی
| سال تولید | نام مجموعه | کارگردان     | نقش   | انتشار از |
| --------- | ---------- | ------------ | ----- | --------- |
| ۱۴۰۱      | پوست شیر   | جمشید محمودی | مژگان | فیلم‌نت    |
| ۱۴۰۳      | داریوش     | هادی حجازی‌فر | لیلا  | فیلم‌نت    |

## جوایز و افتخارات
| سال  | جشنواره                                       | بخش                       | اثر         | نتیجه    | جایزه        | منبع   |
| ---- | --------------------------------------------- | ------------------------- | ----------- | -------- | ------------ | ------ |
| ۱۳۹۷ | سی و هفتمین جشنواره فیلم فجر                  | بهترین بازیگر نقش مکمل زن | قصر شیرین   | نامزدشده | سیمرغ بلورین | [ ۱۰ ] |
| ۱۳۹۸ | سیزدهمین جشن منتقدان و نویسندگان سینمای ایران | بهترین بازیگر نقش اول زن  | قصر شیرین   | نامزدشده |              | [ ۱۱ ] |
| ۱۳۹۹ | بیستمین جشن حافظ                              | بهترین بازیگر زن          | قصر شیرین   | نامزدشده | تندیس حافظ   |        |
| ۱۳۹۹ | نهمین دوره جشنواره فیلم‌های ایرانی استرالیا    | بهترین بازیگر زن          | قصر شیرین   | برنده    | انار طلایی   | [ ۱۲ ] |
| ۱۴۰۰ | چهلمین جشنواره فیلم فجر                       | بهترین بازیگر نقش اول زن  | موقعیت مهدی | نامزدشده | سیمرغ بلورین |        |